# Pampa del Indio
Pour les articles homonymes, voir Miraflores.
Pampa del Indio est une localité argentine située dans la province du Chaco et dans le département de Libertador General San Martín.